# Volkssturmmann

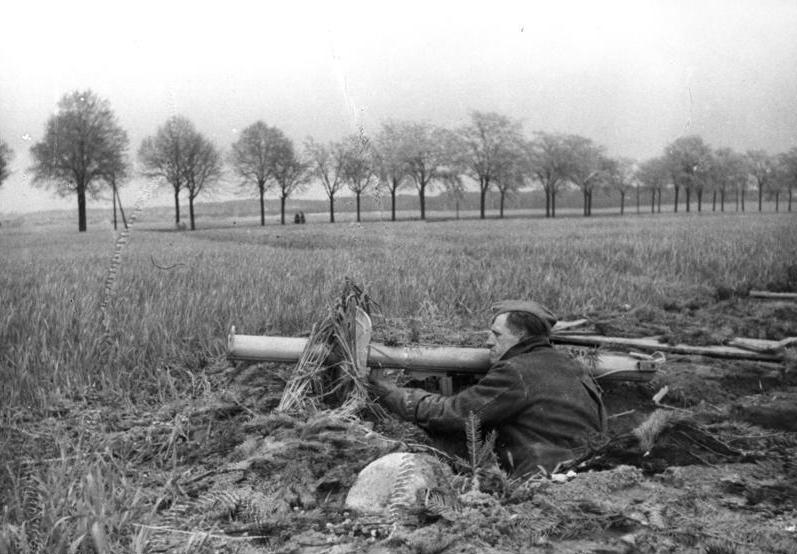
Un Volkssturmmann con un Panzerschreck, Berlín, abril de 1945.

El Volkssturmmann (traducido al español como: Hombre de la tormenta del pueblo) fue un rango militar de la Volkssturm, la milicia alemana creada para defender la patria alemana en los últimos meses de la Segunda Guerra Mundial. El rango de Volkssturmmann no llevaba uniforme ni insignia especial, únicamente un parche negro y el título simplemente lo tenía cualquier persona que fuera reclutada para servir en el Volkssturm. El rango de Volkssturmann reemplazó jerárquicamente al concepto de soldado raso o recluta y el siguiente rango superior fue el de Gruppenführer (Jefe de grupo/pelotón, cabo).

## Detalles

Parche de cuello de un Volkssturmann.

El último esfuerzo de la Alemania nazi para defender la patria durante la Segunda Guerra Mundial dependía de las filas de Volkssturm. En la Volkssturm, o "tormenta del pueblo", se reclutó a cualquier "persona capacitada", hombre o niño, de 15 a 65 años (y excepciones). En la mayoría de los casos, la Volkssturm era conformado por hombres mayores y fanáticos de la Juventud Hitleriana. Desafortunadamente, para la Alemania nazi, la Volkssturm era una fuerza ineficaz que estaba inadecuadamente equipada, entrenada o disciplinada. 
En los últimos meses de la Segunda Guerra Mundial, las fuerzas de Volkssturm fueron más prominentes a lo largo de las defensas en el río Rin y durante la Batalla de Berlín. A pesar de que el uso de la Volkssturm era un claro indicio de una nación derrotada, la propaganda nacionalsocialista glorificaba la "tormenta de la gente", como una fuerza que cambiar el rumbo en el esfuerzo de guerra. Hitler proclamaría que aunque el antiguo imperio nacionalsocialista había disminuido, la patria nunca podría ser penetrada. Joseph Goebbels también contribuyó en gran medida a la propaganda nacionalsocialista.

## Funciones

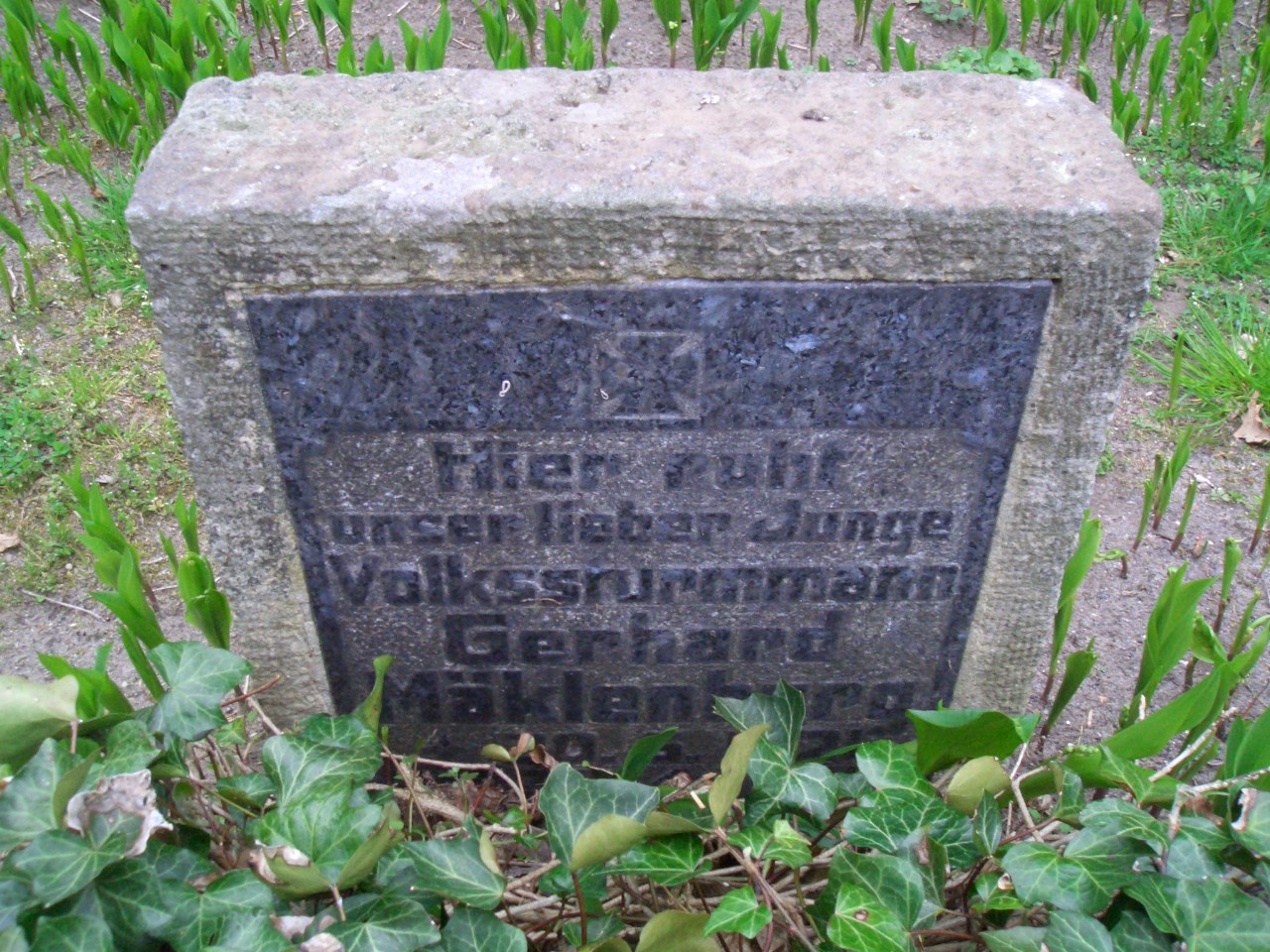
Lápida de un joven Volkssturmmann en Berlín, asesinado en acción el 30 de abril de 1945.

El objetivo principal de Volkssturm era detener el avance de las fuerzas aliadas. Durante los últimos meses de la Segunda Guerra Mundial, el Frente occidental se enfrentó a las fuerzas estadounidenses y británicas, mientras que el Frente oriental se enfrentó al ejército soviético. Para 1945, los frentes occidental y oriental habían alcanzado o entrado en la patria alemana. Dado que el objetivo del Volkssturm era detener el avance de la infantería enemiga y las fuerzas blindadas, el Volkssturmmann fue entrenado para usar el Panzerfaust, un arma antitanque y la ametralladora. El uso de estas armas era simple y requería poco entrenamiento. Además, el panzerfaust y la ametralladora fueron algunas de las últimas municiones que la máquina de guerra alemana tenía en gran cantidad.

## Volkssturmann notables
- Alfred Zech